# KDE Plasma Workspaces
Plasma – przestrzeń robocza środowiska graficznego KDE w wersji 4. Aktualnie jest dostępna w czterech wersjach – Plasma Desktop dla zwykłych komputerów PC, Plasma Netbook dla komputerów typu netbook, Plasma Mobile dla smartfonów oraz Plasma Tablet dla tabletów PC. Jest wydawana jako część KDE Software Compilation.

## Wersje KDE Plasma Workspaces

### Plasma Desktop

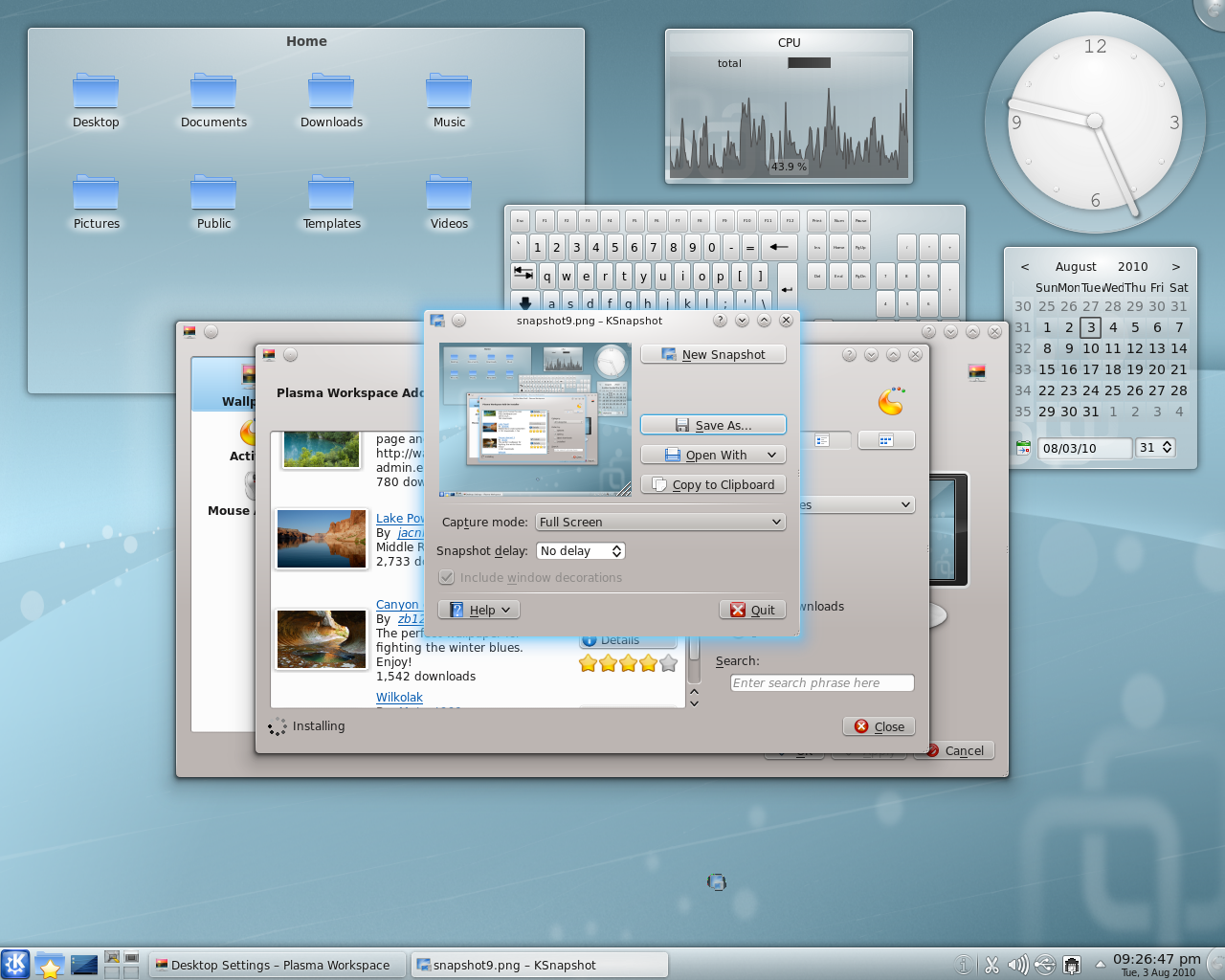
Działający pulpit Plasma Desktop

Plasma Desktop jest najstarszą wersją KDE Plasma Workspaces i została uznana za stabilną w wydaniu KDE 4.2. Jest przeznaczona dla komputerów stacjonarnych i większych laptopów. W domyślnej konfiguracji przypomina wcześniejsze wydania KDE oraz Microsoft Windows, ale duże możliwości konfiguracyjne pozwalają na ustawienia daleko odbiegające od domyślnych.

### Plasma Netbook

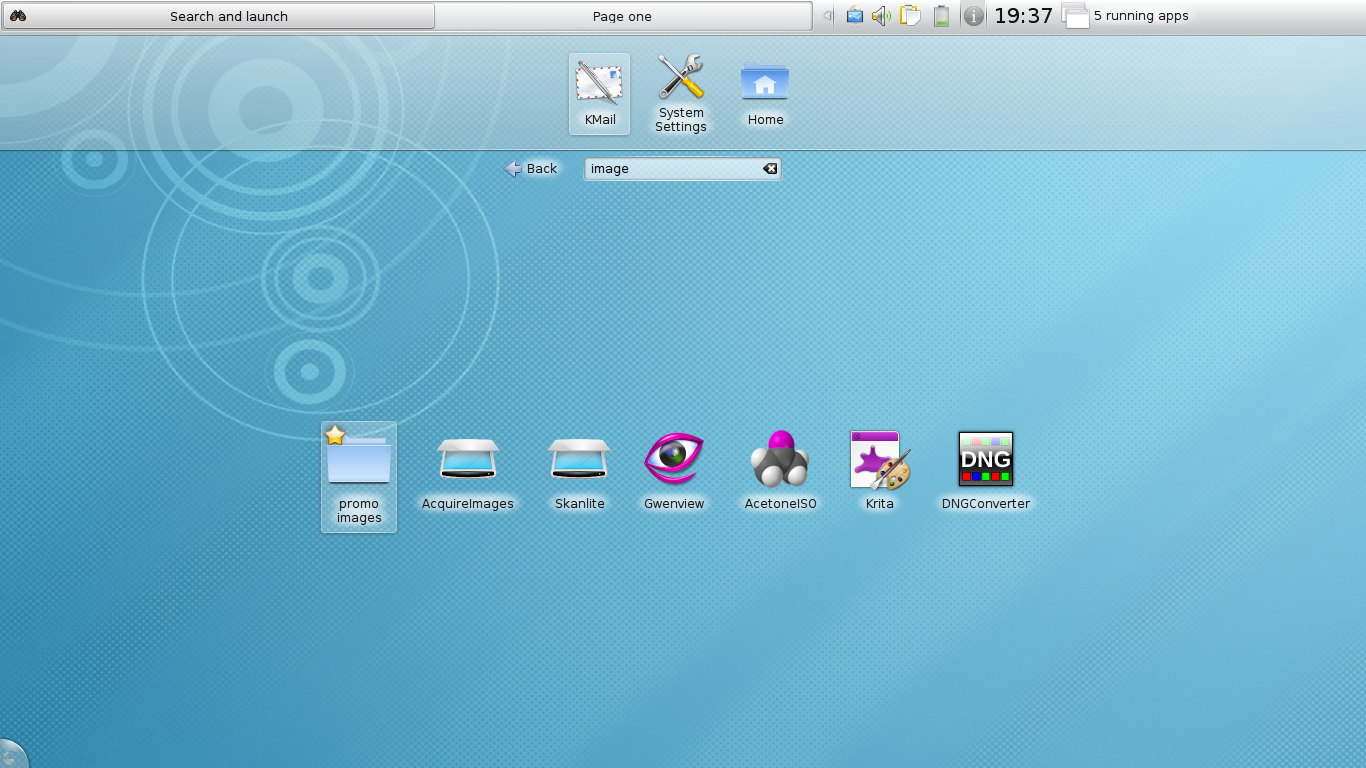
Plasma w wersji dla netbooków w KDE SC 4.4

Plasma Netbook jest wersją Plasmy przeznaczoną dla netbooków i może być używana również na Tablet PC. Pierwsze stabilne wydanie było częścią KDE SC 4.4.

### Plasma Active
Plasma Active sama w sobie nie jest wersją Plasmy. Jest to usługa powstała na podstawie istniejących frameworków Plasmy, które umożliwiają napisanie w pełni funkcjonalnych przestrzeni roboczych przy wykorzystaniu wyłącznie plików QML i bez pisania programu w C++.
Plasma Active służy jako podstawa działania przestrzeni roboczych przystosowanych do współpracy z ekranami dotykowymi. Wydania eksperymentalne programów: Kontact i przeglądarki dokumentów opartej na Calligra Suite już są przystosowane do współpracy z Plasma Active.

#### Contour
Contour to interfejs Plasmy na tablety, którego rozwój zaczął w kwietniu 2011 basysKom. Od momentu zastąpienia wcześniejszego prototypu interfejsu na tablety jest domyślnym interfejsem Plasma Active dla tabletów i jest dostarczany wraz z Plasma Active 1.0 i nowszymi.

#### Mobile
Plasma Mobile jest przeznaczona na smartfony i małe tablety, obsługiwane głównie przez dotyk. Interfejs ten miał być wydany wraz z Plasma Active 1.0 w 2011 roku, ale wysiłek programistów został skupiony na Contour. Nie ma informacji o dalszym losie Plasma Mobile po wydaniu portu Contour w wersji dla małych ekranów.

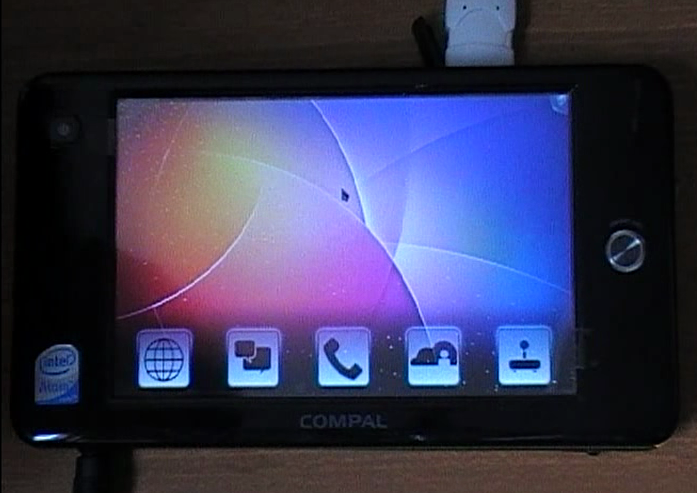
Pierwszy pokaz Plasma Mobile podczas „Tokamak 4”.
- Film przedstawiający pokaz możliwości technicznych Plasma Mobile.
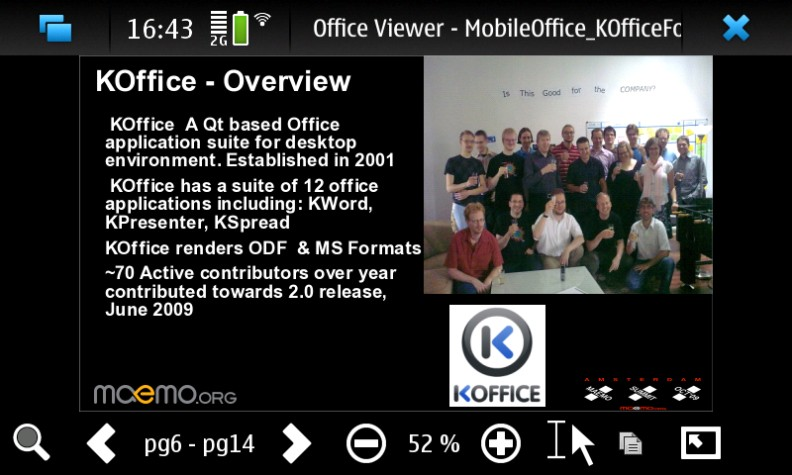
Przeglądarka dokumentów KOffice na Maemo 5
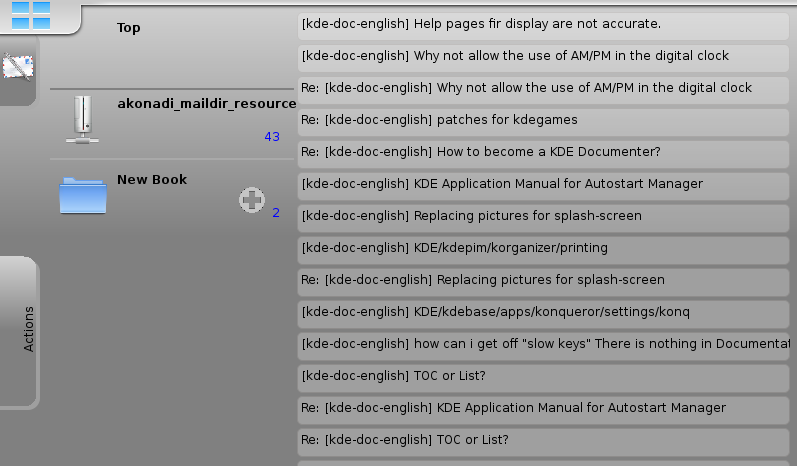
Wczesna wersja KMail Mobile.

## Widżety obsługiwane przez Plasmę
Oto lista widżetów obsługiwanych przez aktualną wersję Plasmy. Nie wszystkie z nich są domyślnie obsługiwane przez wszystkie Dystrybucje Linuksa, niektóre mogą wymagać dodatkowych paczek lub nawet rekompilacji Plasmy.
- Natywne Plasmoidy (W C++, JavaScript, Ruby lub Python. W wielu dystrybucjach, Ruby oraz Python muszą być zainstalowane jako osobne paczki)
- Gadżety Edje i moduły E17.
- Gadżety Google Gadgets
- Widżety Mac OS X Dashboard
- Tematy pulpitu SuperKaramba (osobne paczki w niektórych dystrybucjach)
- Widżety Web widgets (obsługiwany HTML oraz JavaScript)